# Archaeophya
Archaeophya – rodzaj ważek z rodziny Synthemistidae.

## Zasięg występowania
Rodzaj obejmuje gatunki występujące we wschodniej Australii – w północno-wschodniej i wschodniej części stanu Queensland oraz we wschodniej części stanu Nowa Południowa Walia.

## Morfologia
Są to średniej wielkości ważki o krzepkiej budowie ciała, ale stosunkowo długim i smukłym odwłoku. Pterostygmy na skrzydłach wydłużone, mniej więcej 5 razy dłuższe niż szersze. Barwa ciała od czerwonawobrązowej do brązowoczarnej, z lekkim zielonym lub niebieskawym metalicznym połyskiem na niektórych częściach tułowia, żółte znaczenia na ciele.

## Systematyka
Rodzaj ten utworzył w 1959 roku brytyjski entomolog Frederic Charles Fraser dla nowo opisanego przez siebie gatunku Archaeophya adamsi. Opisu gatunku dokonał w oparciu o pojedynczy okaz bardzo młodej („teneralnej”) samicy. W 1978 roku G. Theischinger i J.A.L. Watson opisali samca A. adamsi, uzupełnili opis samicy i rodzaju, a także opisali drugi gatunek z tego rodzaju – A. magnifica.

### Podział systematyczny
Do rodzaju należą następujące gatunki:
- Archaeophya adamsi Fraser, 1959
- Archaeophya magnifica Theischinger & Watson, 1978